# 魔術咒語
魔术咒語、魔法咒語或魔咒，是奇幻作品或魔術表演中使用的特殊語句。此類語句通常充當神明或是其他神秘语言的一部分。某些漫画书中的英雄使用魔法词来激活他们的超能力。魔法词也被用在计算机游戏、其他软件和操作系统中的复活节彩蛋或作弊码/秘技。（例如，词语xyzzy、plugh和plover是经典计算机冒险游戏《巨洞冒險》中的魔法词）。